# Михеево (городской округ Домодедово)
Михеево — деревня в городском округе Домодедово Московской области.

## География
Находится в южной части Московской области на расстоянии приблизительно 11 км на юг-юго-восток по прямой от железнодорожной станции Домодедово.

## История
Известна с 1629 года как пустошь.

## Население
Постоянное население составляло 17 человек в 2002 году (русские 100 %), 32 в 2010.